# Îmi este indiferent dacă în istorie vom intra ca barbari
Îmi este indiferent dacă în istorie vom intra ca barbari (Engels: I Do Not Care If We Go Down in History as Barbarians) is een Roemeens-Duits-Bulgaars-Frans-Tsjechische film uit 2018, geschreven en geregisseerd door Radu Jude.

## Verhaal
Toneelregisseur Mariana Marin (Ioana Iacob) wijdt zich aan een uitgebreide re-enactment van het bloedbad in Odessa. In 1941 beval Roemeense legerbevelhebber, Ion Antonescu, de executie van Joodse burgers waarbij duizenden onschuldige mensen werden gedood. Mariana wil dit allemaal overdoen op een plein in het centrum van Boekarest maar komt een aantal onverwachte en belachelijke problemen tegen omdat zowel de amateuracteurs als de vertegenwoordigers van het stadhuis nogal sterke meningen hebben, niet alleen over wat er in de werkelijkheid is gebeurd, maar ook over hoe die realiteit moet worden geënsceneerd en gepresenteerd aan het publiek.

## Rolverdeling
| Acteur           | Personage     |
| ---------------- | ------------- |
| Iona Iacob       | Mariana Marin |
| Alex Bogdan      | Traian        |
| Alexandru Dabija | Movila        |
| Ion Rizea        |               |
| Claudia Ieremia  |               |

## Productie
Îmi este indiferent dacă în istorie vom intra ca barbari ging op 2 juli 2018 in première op het internationaal filmfestival van Karlsbad waar hij bekroond werd met de Kristallen Bol.

## Prijzen en nominaties
De belangrijkste:
| Jaar | Prijs                                    | Categorie      | Genomineerde(n) | Uitslag  |
| ---- | ---------------------------------------- | -------------- | --------------- | -------- |
| 2018 | Internationaal filmfestival van Karlsbad | Kristallen Bol | Radu Jude       | Gewonnen |